# Speichersee Heidbüel
Der Speichersee Heidbüel ist ein Speichersee auf dem Gemeindegebiet von Churwalden im Schweizer Kanton Graubünden.
Der See liegt auf einer Höhe von 1922 m ü. M. am Nordosthang des Stätzerhorns. Er dient zusammen mit den Speicherseen Valos und Scharmoin der Wasserbereitstellung zur Pistenbeschneiung des Wintersportgebiets Lenzerheide.
Am Nordende des Sees befindet sich eine öffentliche Feuerstelle. Das Schwimmen im See ist verboten.

## Zugang
Der Speichersee liegt bei der Bergstation der Panoramabahn Churwalden–Heidbüel.